# Zaubererbruder – Der Krabat-Liederzyklus
Zaubererbruder – Der Krabat-Liederzyklus ist das sechste reguläre Album und der zweite Liederzyklus der Band ASP. Das Album orientiert sich thematisch an der sorbischen Krabat-Sage.

## Allgemeines
Das Album ist vor allem an Otfried Preußlers Roman Krabat angelehnt, entfernt sich jedoch teilweise sehr von Preußlers Werk. Dies rührt daher, dass dem Sänger und Texter der Band, Alexander Spreng, das schnelle Ende des Romans nicht ausreichte, weshalb er weiter über die Sage recherchierte und die Interpretation von Jurij Brězan las. Das Album hat daher ein Ende, das sich sehr stark von der Version von Preußler unterscheidet. Der größte Unterschied ist, dass die Figur der Kantorka stirbt. Nach der Veröffentlichung des Albums ging die Band auf ihre insgesamt zweite und erste komplett eigene Akustiktour.
ASP begann mit der musikalischen Umsetzung der Krabat-Sage bereits 2006 und veröffentlichte fünf Lieder auf den vier verschiedenen Ausgaben der Single Ich bin ein wahrer Satan.
2019 erschien mit Zaubererbruder Live & Extended eine Liveversion des Albums mit den drei zusätzlichen Titeln Osternacht, Geh und heb dein Grab aus, mein Freund und Der Letzte (Krabat-Reprise).

## Musik
Das Album hat einen wesentlich stärkeren Folk-Einfluss als die vorherigen Veröffentlichungen der Band. Der für ASP-typische Rocksound wurde, dem Thema nachempfunden, Elemente aus dem Mittelalter-Rock beigefügt. Dazu passen auch die Gastgesänge von Eric Fish (Subway to Sally) und Lisa Pawelke (ex-Faun), die beide aus diesem Genre stammen und mit Spreng je einmal im Duett singen. Dabei haben einige Songs, wie zum Beispiel Krabat oder Abschied, einen eher Folk-Rock-artigen Klang, andere Songs orientieren sich eher an traditionellem Liedgut (unter anderem Die Teufelsmühle und Betteljunge), bei Der Schnitter Tod handelt es sich um die Interpretation eines deutschen Volksliedes.
Einige Songs des Albums wurden 2006 schon auf der Single Ich bin ein wahrer Satan veröffentlicht, da die Band damals mit den Bonustracks der Single nicht zu viel über das danach erschienene Album Requiembryo verraten wollte, das das Ende des vorherigen Liederzyklus der Band darstellte. Unter diesen Songs befanden sich auch die beiden Duette Mein Herz erkennt dich immer (mit Lisa Pawelke) und Zaubererbruder (mit Eric Fish), wobei sich letzterer von der Albumversion unterscheidet. Eric Fish und Alexander Spreng tauschten ihre Strophen aus dramaturgischen Gründen, da Spreng auf dem Album quasi die Stimme von Krabat übernommen habe und es „sonst nicht mehr gestimmt hätte“.

### Gastmusiker
Neben Eric Fish und Lisa Pawelke sind als Gastmusiker Thomas Zöller (Dudelsack, Drehleier und Low Whistle), Almut „Ally“ Storch (Violine) und Sylvia Eulitz (Cello) vertreten. Zöller arbeitete bereits auf Requiembryo und Humility mit ASP zusammen. Er spielt auf Zaubererbruder Great Highland Bagpipes, Border Pipes und Scottish Smallpipe, sowie Flöten und Drehleier und war, ebenso wie Storch und Eulitz, auch auf der anschließenden Akustiktour vertreten.

## Artwork
Im Gegensatz zu der Mehrzahl der vorherigen ASP-Alben, wurde das Artwork zu Zaubererbruder nicht von Ingo Römling erstellt, sondern erstmals von Meran Karanitant.

### Veröffentlichung
Das Album erschien am 29. August 2008 in zwei verschiedenen Versionen: Einer Standard-Version und einer limitierten Box. Die limitierte Version enthält neben den beiden CDs ein Poster, ein auf 64 Seiten erweitertes Booklet, das neben den Songtexten auch Kommentare zu diesen enthält, einen Aufkleber, einen Aufnäher und ein Echtheitszertifikat.
Zaubererbruder erreichte Platz 13 der deutschen Albumcharts.

## Tracklist
| CD 1: 1. Intro:Betteljunge 2. Krabat 3. Die Teufelsmühle 4. Denn ich bin der Meister 5. Fluchtversuche (Ich geh die Wege wie im Traum) 6. Elf und einer 7. Mein Herz erkennt dich immer (mit Lisa Pawelke) 8. Verwandlungen I-III | CD 2: 1. Abschied 2. Der Schnitter Tod 3. Spottlied auf die harten Wanderjahre 4. Zaubererbruder (mit Eric Fish) 5. Der geheimnisvolle Fremde (Ja, ja, dreimal Hurra!) 6. Am Ende 7. Outro:Zwei Schwäne |

## Trivia
- Ursprünglich war auch eine Zusammenarbeit mit Micha Rhein, dem Sänger von In Extremo geplant.
- Das Album sollte ursprünglich den Titel Krabat tragen, hierauf wurde jedoch aus markenrechtlichen Bedenken verzichtet.[5]
- Das Lied Panik vom Album Aus der Tiefe - Der Schwarze Schmetterling IV wurde von Krabat beeinflusst.[6] Besonders deutlich wird dies beim Vergleich des Liedes mit dem Song Abschied, denn beide enthalten die Textzeile Es muss das Rad sich weiterdrehen.
- Anlässlich des zehnjährigen Jubiläums des Liederzyklus ging die Band im Oktober 2018 mit neun Konzertauftritten auf Zauberbruder-Tour. Als Gastmusikerin wirkte Patty Gurdy (Drehleier und Vocals) mit.[7]